# 复活节岛发展委员会
复活节岛发展委员会（西班牙語：Comisión de Desarrollo de la Isla de Pascua，缩写为CODEIPA）是智利的一个政府机构，根据第19253号法律于1993年成立。该委员会有权向智利总统提出复活节岛土地的分割、转让和使用建议，制定并执行复活节岛的发展、环境保护、自然资源保护和文化遗产保护的计划、方案和项目，并与相应的国家机构合作管理复活节岛的考古遗产。该委员会由8名政府代表、复活节岛市长和6名复活节岛社区民选代表组成，其中1人必须是拉帕努伊长老会主席。